# Bissinger Weide
Die Bissinger Weide war ein 142 Hektar großes Landschaftsschutzgebiet auf dem Gebiet der Gemeinde Bissingen an der Teck im Landkreis Esslingen in Baden-Württemberg. Es wurde am 15. Juli 1970 vom Landratsamt Nürtingen ausgewiesen. Mit der Ausweisung des Landschaftsschutzgebiets Gebiete um Bissingen und Ochsenwang am 1. Juni 1988 wurde die Verordnung aufgehoben und das Landschaftsschutzgebiet in das neue Schutzgebiet integriert.
Es umfasste die Streuobstwiesen vom Teckberg bis zum Fuß der Limburg.